# Para Tu Amor
"Para Tu Amor" é uma canção gravada pelo cantor colombiano Juanes e lançada em 8 de agosto de 2005, através da Universal Music Latino. A canção pertencente ao gênero balada pop, possui composição de Juanes com produção de Gustavo Santaolalla e serviu como o quarto single de seu terceiro álbum de estúdio, Mi Sangre (2004).
O lançamento de "Para Tu Amor" posicionou-se em número dez pela Billboard Hot Latin Songs e fez parte da trilha sonora da telenovela brasileira Páginas da Vida (2006–2007) da TV Globo, mais tarde, a canção recebeu a certificação ouro no país.

## Desempenho nas paradas musicais
"Para Tu Amor" estreou na posição cinquenta pela tabela musical estadunidense Billboard Hot Latin Songs na semana referente a 1 de outubro de 2005, atingindo seu pico de número dez na semana correspondente a 19 de novembro de 2005. Pela Billboard Latin Pop Airplay, a canção estreou na posição 35 na semana referente a 10 de setembro de 2005, atingindo seu pico de número três na semana de 12 de novembro de 2005.

### Posições semanais
| Parada musical (2005)                        | Melhor posição |
| -------------------------------------------- | -------------- |
| Estados Unidos (Billboard Hot Latin Songs)   | 10             |
| Estados Unidos (Billboard Latin Pop Airplay) | 3              |
| Países Baixos (Single Top 100)               | 36             |

| Região                                                                                             | Certificação | Vendas  |
| -------------------------------------------------------------------------------------------------- | ------------ | ------- |
| Brasil (Pro-Música Brasil)                                                                         | Ouro         | 30 000* |
| *números de vendas baseados somente na certificação ^distribuições baseadas apenas na certificação |              |         |